# 吹树
吹树（学名：Wendlandia brevipaniculata）为茜草科水锦树属下的一个种。